# Jätteamarant
Jätteamarant (Amaranthus australis) är en amarantväxtart som först beskrevs av Asa Gray, och fick sitt nu gällande namn av J. D. Sauer. Jätteamaranten ingår i släktet amaranter, och familjen amarantväxter. Inga underarter finns listade i Catalogue of Life.